# Peter Tessem y Paul Knutsen

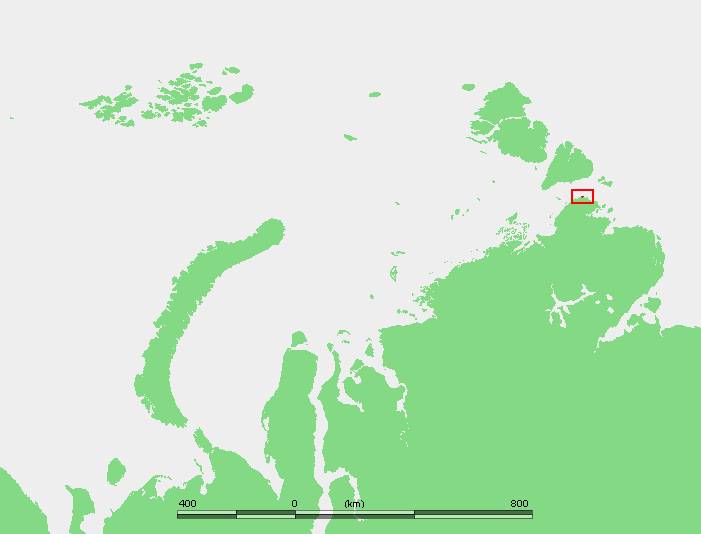
Localización del cabo Cheliuskin, lugar de partida del fatal trayecto de Tessem y Knutsen.

Peter Tessem y Paul Knutsen fueron dos jóvenes noruegos, carpintero y marinero respectivamente, que acompañaron a Roald Amundsen en su expedición ártica de 1918 a bordo del buque Maud. Un año después de dar comienzo la expedición, en 1919, Amundsen dejó a Peter Tessem y Paul Knutsen en el cabo Cheliuskin después de haber pasado el invierno allí. Amundsen eligió a Peter Tessem porque había sufrido dolores de cabeza crónicos durante todo el invierno y no estaba en condiciones de continuar la larga expedición.
Seleccionó a Paul Knutsen porque ya había invernado previamente en el mar de Kara junto a la tripulación de Otto Sverdrup en la nave Eclipse entre 1914 y 1915, por lo que conocía las ubicaciones de las cajas de provisiones que habían sido dejadas en el área por Sverdrup. Se ordenó a los hombres que esperaran la congelación del mar de Kara y luego se dirigieran en trineo hacia el suroeste a lo largo de la costa occidental de la península de Taymyr hasta Dikson, llevando el correo y los valiosos datos científicos acumulados por la expedición. Mientras tanto, el Maud continuó hacia el este en el mar de Láptev.
Ambos exploradores desaparecieron misteriosamente durante su viaje de 800 kilómetros sobre el hielo y no volvieron a ser vistos. El viaje de los noruegos fue idéntico en sus últimos 600 km al viaje de trineo emprendido algunos años antes por órdenes del barón Eduard Toll de Nikolái Koloméitsev y el cosaco Stepán Rastorgúyev. En 1901, Koloméitsev y Rastorgúyev habían cubierto la distancia de la bahía de Colin Archer (Bujta Kolin Árchera), al suroeste de la isla Taymyr, a Dikson en un mes, por lo que el viaje de Tessem y Knutsen no debería haber tomado mucho más tiempo. Sin embargo, pasó casi un año y no se oyó nada de los dos noruegos. No fue hasta agosto de 1922 cuando, tras infructuosos intentos de búsqueda por parte del gobierno noruego, el soviético Nikolái Urvántsev encontró el correo que Tessem y Knutsen por casualidad en las cercanías del río Zeledéyeva.
Un mes antes, un cuerpo momificado fue encontrado en la bahía de la isla de Dikson, correspondiendo a uno de los dos noruegos. Los análisis forenses indicaban que lo más probable era que el sujeto había muerto de inanición, aunque otra posibilidad era que al visualizar las luces de la estación polar, la alegría le hiciese resbalar y golpearse contra una roca e, incapaz de volver a ponerse de pie, morir de frío. No obstante, se desconoce si el cuerpo hallado correspondía a Peter Tessem o a Paul Knutsen. El reloj de oro que portaba en su muñeca con el nombre de Tessem grabado en el mismo llevó a la presunción de que era Tessem. El otro cadáver, por el contrario, nunca fue encontrado. El cuerpo fue enterrado más arriba en la ladera en el mismo lugar donde fue hallado y su tumba estaba marcada con una cruz de madera flotante. Actualmente, un monumento de granito con una placa en ruso y noruego conmemora la infructuosa hazaña de ambos noruegos.